# Frank – Världsreportern
Frank – Världsreportern (franska: Lefranc) är en fransk tecknad serie, skapad av Jacques Martin.
Handlingen kretsar kring journalisten Frank, som råkar ut för diverse osannolika händelser. Äventyren är av "rädda världen"-karaktär, nästan åt James Bond-hållet, vissa med lite fantasy/science fiction-inslag. Tiden är 1950/60-tal, och tilltron till, och även skräcken för, den nya tekniken har en framträdande roll. Andra världskrigets spår och kapprustningens och det kalla krigets skugga vilar tung över flera av albumen.

## Persongalleri
- Frank Gran, blond och blåögd
- Johan, föräldralös pojkscout, adopterad av Frank
- Kommissarie Renard
- Axel Borg, en svensk bov

## Utgivning
Martin svarade för illustrationerna till och med det tredje albumet, och för manus till och med album 16.
I Sverige publicerades de sex första albumen av Allers förlag 1979-1980.
- 1.  Onda makter (La Grande menace, 1954)
- 2.  Eldstormen (L'Ouragan de feu, 1961)
- 3.  Det Dödliga Hotet (Le Mystère Borg, 1965)
- 4.  Varghålan (Le Repaire du Loup, 1974)
- 5.  Helvetets portar (Les Portes de l'enfer, 1978)
- 6.  Operation Tor (Opération Thor, 1979)
- 7.  L'Oasis, 1981
- 8.  L'Arme absolue, 1982
- 9.  La Crypte, 1984
- 10. L'Apocalypse, 1987
- 11. La Cible, 1989
- 12. La Camarilla, 1997
- 13. Le Vol du Spirit, 1998
- 14. La Colonne, 2001
- 15. El Paradisio, 2002
- 16. L'Ultimatum, 2004
- 17. Le Maître de l'atome, 2006
- 18. La Momie bleue, 2007
- 19. Londres en péril, 2008
- 20. Noël noir, 2009
- 21. Le Châtiment, 2010
- 22. Les Enfants du bunker, 2011
- 23. L'Éternel shogun, 2012
- 24. L'Enfant Stalin, 2013
- 25. Cuba libre, 2014
- 26. Mission antarctique, 2015
- 27. L'Homme-oiseau, 2016
- 28. Le Principe d'Heisenberg, 2017
- 29. La Stratégie du chaos, 2018
- 30. Lune rouge, 2019
- 31. La Rançon, 2020